# Panasonic Lumix DMC-G7

##### Краткое описание Lumix G7
Panasonic Lumix DMC-G7 — это беззеркальная камера начального уровня, представленная 18 мая 2015 года компанией Panasonic. Камера оснащена 16-мегапиксельным сенсором Live MOS в сочетании с процессором обработки изображений Venus Engine 9. Она может снимать в непрерывном режиме со скоростью до 8 кадров в секунду, с автофокусом и ISO 25 600. Panasonic G7 также поддерживает запись видео в формате 4K с частотой 30 или 24 кадра в секунду и имеет встроенный модуль Wi-Fi.
В Германии, Австрии и Швейцарии камера называется DMC-G70.
При съемке 4K видео используется попиксельное считывание с сенсора, из-за чего возникает дополнительный кроп-фактор 1,25x.
Более подробная информация на сайте производителя

##### Технические характеристики Lumix G7
| Характеристика             | Значение                                                              |
| -------------------------- | --------------------------------------------------------------------- |
| Тип сенсора                | 16 МП Live MOS                                                        |
| Кроп-фактор                | 2x (относительно полного кадра 35 мм)                                 |
| Процессор изображений      | Venus Engine 9                                                        |
| Формат крепления объектива | Micro Four Thirds                                                     |
| Размер изображения         | 4592 x 3448 (16 МП), 3232 x 2424 (8 МП), 2272 x 1704 (4 МП)           |
| Чувствительность ISO       | 100–25 600                                                            |
| Скорость серийной съёмки   | До 8 кадров в секунду                                                 |
| Видео                      | 4K (3840 x 2160) 30p/24p, Full HD (1920 x 1080) 60p/50p/30p/24p       |
| Стабилизация изображения   | Зависит от объектива (нет встроенной стабилизации в корпусе)          |
| Автофокус                  | Контрастный автофокус с технологией DFD (Depth From Defocus)          |
| Фокусировка                | 49-точечная система автофокуса                                        |
| Дисплей                    | 3-дюймовый сенсорный поворотный ЖК-экран с разрешением 1,04 млн точек |
| Видоискатель               | Электронный OLED, 2,36 млн точек                                      |
| Wi-Fi                      | Встроенный, поддержка удалённого управления через приложение          |
| Форматы файлов             | JPEG, RAW (фото); MP4, AVCHD (видео)                                  |
| Карта памяти               | SD, SDHC, SDXC                                                        |
| Аккумулятор                | 1200 мАч, около 350 снимков по стандарту CIPA                         |
| Разъемы                    | USB 2.0, HDMI Type D, вход для микрофона                              |
| Размеры (Ш x В x Г)        | 124,9 x 86,2 x 77,4 мм                                                |
| Вес                        | Около 410 г (с батареей и картой памяти)                              |

1. ↑  Panasonic Lumix G7 review (брит. англ.). www.cameralabs.com. Дата обращения: 12 октября 2024. Архивировано 10 сентября 2024 года.
2. ↑  DMC-G7KEE LUMIX G (MFT) - Panasonic CIS. www.panasonic.com. Дата обращения: 12 октября 2024. Архивировано 23 июля 2024 года.